# زائفة مميزة الحواف
زائفة مميزة الحواف (الاسم العلمي: Pseudomonas marginalis) هي نوع من البكتيريا تتبع جنس الزائفة من فصيلة الزوائف.